# Groenendael
Groenendaelen er en af de 4 varianter af racen Belgisk Hyrdehund. Den skal være ensfarvet sort men en smule hvidt på bryst og tæer tolereres. Pelsen i hovedet og på det nederste af benene skal være kort, mens pelsen på kroppen skal være lang og glat og gerne endnu mere fyldig og rigelig på halsen og brystet. Halen har lang og fyldig pels som danner en busket fane.
- Wikimedia Commons har flere filer relateret til Groenendael

| Dyr | Spire Denne artikel om dyr er en spire som bør udbygges. Du er velkommen til at hjælpe Wikipedia ved at udvide den. |